# Tour de Siam
El Tour de Siam (oficialment: Tour of Siam) va ser una cursa ciclista per etapes professional que es disputà a Tailàndia durant el mes de gener entre 2005 i 2007.
La cursa es va crear amb la creació del Circuits Continentals UCI el 2005, formant part de l'UCI Àsia Tour, amb una categoria 2.2. La seva darrera edició va tenir lloc el 2007.

## Palmarès
| Any  | Vencedor           | Segon              | Tercer                |
| ---- | ------------------ | ------------------ | --------------------- |
| 2005 | Shinichi Fukushima | David McCann       | Jamsran Ulzii-Orshikh |
| 2006 | Thomas Rabou       | Shinichi Fukushima | Michael Berling       |
| 2007 | Jai Crawford       | Yukihiro Doi       | William Ford          |

### Classificacions secundàries
| Any  | Punts            | Muntanya           | Joves         | Millor asiàtic | Equips                  |
| ---- | ---------------- | ------------------ | ------------- | -------------- | ----------------------- |
| 2005 | Eddy Hollands    | Shinichi Fukushima | Dong Hun Kim  | Wei Sheng Yang | Marco Polo Cycling Team |
| 2006 | Dean Iversen     | No entregat        | Robert Wijaya | Robert Wijaya  | Marco Polo Cycling Team |
| 2007 | Takashi Miyazawa | Jai Crawford       | Jai Crawford  | Iman Suparman  | Polygon Sweet Nice      |

## Palmarès per països
| País          | Victòries |
| ------------- | --------- |
| Japó          | 1         |
| Països Baixos | 1         |
| Austràlia     | 1         |